# Marco Papirio Mugillano
Marco Papirio Mugillano o Marco Papirio Atratino (Roma, ... – ...; fl. V secolo a.C.) è stato un politico e militare romano del V secolo a.C..

## Primo tribunato consolare
Nel 418 a.C. fu eletto per la terza volta Tribuno consolare con Lucio Sergio Fidenate e Gaio Servilio Axilla.
Si decise di dichiarare guerra ai Labicani, dopo che i Tuscolani riferirono ai Senatori che questi si erano accampati armati sul monte Algido con qualche rinforzo degli Equi. Subito sorsero contrasti tra i tribuni su come si dovesse condurre la campagna militare.
(Tito Livio, Ab Urbe condita, IV, 4, 45)
Solo l'intervento di Quinto Servilio Prisco Fidenate, nominato dittatore nel 435 a.C. per condurre la campagna contro Veio e Fidene, riuscì a definire la questione degli incarichi, stabilendo che mentre Gaio Servilio, figlio di Quinto, presidiava la città, Sergio e Papirio dovessero condurre le legioni contro il nemico; ma non per questo cessarono i contrasti tra i due tribuni, che alla fine si accordarono per comandare l'esercito a giorni alterni.
E fu proprio quando il comando era esercitato da Sergio, che i Romani furono sorpresi in una posizione svantaggiosa dagli Equi, che ebbero gioco facile ad ucciderne molti ed a mandare in fuga i superstiti.
Giunta in città la notizia della disfatta, si decise di nominare Quinto Servilio dittatore, perché la campagna fosse condotta senza altre perdite per i romani; Quinto nominò il figlio Gaio Servilio Magister equitum. E infatti, rinfrancati dalla guida del dittatore, i romani prima sconfissero gli Equi sul campo, poi espugnarono Labico, che fu data alle fiamme e saccheggiata.
Infine, a seguito di questa vittoria, il Senato decise di inviare a Labico 1.500 coloni, a ciascuno dei quali furono assegnati 2.000 iugeri di terra.

## Secondo tribunato consolare
Nel 416 a.C. fu eletto tribuno consolare con Quinto Fabio Vibulano Ambusto, Aulo Sempronio Atratino e Spurio Nauzio Rutilo.
L'anno, come il precedente, fu caratterizzato da rapporti esterni tranquilli, ed interni tesi a causa del ripresentarsi della questione agraria da parte dei tribuni della plebe.

## Consolato
Nel 411 a.C. fu eletto al consolato con Gaio Nauzio Rutilo.
Durante l'anno Roma soffrì una carestia a causa della pestilenza dell'anno precedente, cui riuscì a porre rimedio importando grano dalla Sicilia e dalle città etrusche al di là del Tevere.
(Tito Livio, Ab Urbe condita, IV, 2, 52)